# Szkeptikus Társaság
Szkeptikus Társaság Egyesület of kortweg Szkeptikus Társaság, afgekort SzT, (Nederlands: Vereniging Skeptisch Genootschap; officiële Engelse naam: Hungarian Skeptic Society) is een Hongaarse skeptische organisatie. Het genootschap werd opgericht in 2006 en sloot zich in 2007 aan bij de European Council of Skeptical Organisations (ECSO). De huidige voorzitter is Gábor Hraskó, die van 2013 tot 2017 ook voorzitter van de ECSO was.

## Geschiedenis van skepticisme in Hongarije

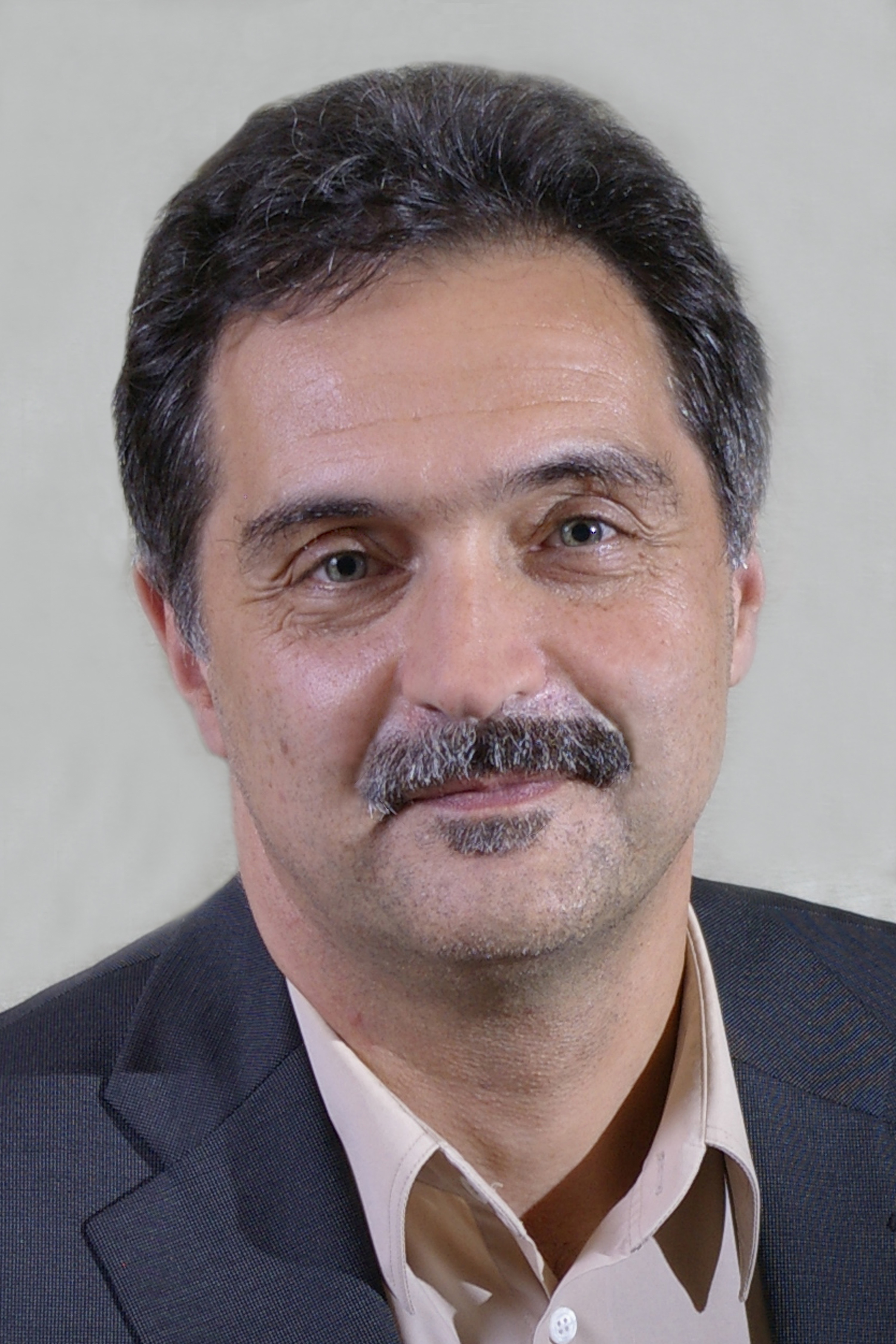
Gábor Hraskó, voorzitter van Szkeptikus Társaság.

Na de val van het communisme in Hongarije begonnen pseudowetenschappelijke beweringen zich begin jaren 1990 snel te verspreiden. Er was een groep wetenschappers aan de Hongaarse Academie van Wetenschappen, geleid door professor anatomie János Szentágothai (1912–1994), samen met wetenschapsschrijvers van het tijdschrift Természet Világa ("De wereld der natuur") en columnisten van toen, die samen een groep stichtten onder de naam Tényeket Tisztelők Társasága ("Genootschap van Feiteneerbiedigers", ook wel "Hongaarse Skeptici" genoemd). Deze club is echter nooit juridisch geformaliseerd en bleef een informeel gezelschap van gelijkgestemde geleerden en journalisten, waaronder de internationaal gerenommeerde SETI-astronoom Iván Almár, televisiepresentator István Vágó, scheikundeprofessor Mihály Beck, fysiologieprofessor György Ádám en vele anderen. De methode van deze groep verschilde ook aanzienlijk van de gangbare aanpak in andere skeptische organisaties in Europa en de wereld, omdat er geen leken konden toetreden als activisten en men zich richtte op prominente geleerden om hun opvattingen aan een breder publiek uit te dragen.

## Oprichting Szkeptikus Társaság
In de tweede helft van 2006 kwamen skeptische activisten bijeen op de jaarlijkse Conferentie van Hongaarse Skeptici in Székesfehérvár. Zij sloten de handen ineen met kritisch denkende individuen en kleine groepen die vaak hun ideeën op het internet of elders hadden geuit. Op 15 december 2006 werd Szkeptikus Társaság, het Skeptisch Genootschap, opgericht met 19 deelnemers. Anno 2016 had de vereniging zo'n 100 leden in heel Hongarije. De Hongaarse Skeptici werkte aanvankelijk samen met de atheïstische beweging, maar ze ontdekten dat de twee groepen verschillende strategieën hadden. Volgens Hraskó zijn beide belangrijk, maar de atheïstische groep was meer filosofisch georiënteerd en had reeds de conclusie getrokken dat God niet bestaat en zag geen noodzaak om onderzoek te doen. Daarentegen waren de skeptici meer gericht op de wetenschappelijke methode en het doen van empirische experimenten.

## Campagnes en activiteiten

### Online
Szkeptikus Társaság heeft een intensieve online aanwezigheid met een officiële website, Facebookpagina en -discussiegroep met duizenden leden, een blog, een podcast, een Twitter-kanaal en een YouTube-kanaal.

### Darwin Day
In 2007 lanceerde de organisatie een campagne om het leven en de prestaties van Charles Darwin te vieren en het wetenschappelijk belang van evolutie te benadrukken. Men deed mee aan de internationale Darwin Day met enkele lokale evenementen, een website en Facebookpagina.

### Skeptics in the Pub
Iedere maand worden er in het centrum van Boedapest lezingen gehouden over een breed scala aan onderwerpen van filosofie tot homeopathie, waarbij veel bekende experts optreden als gastspreker per academische discipline.

### 14e European Skeptics Congress

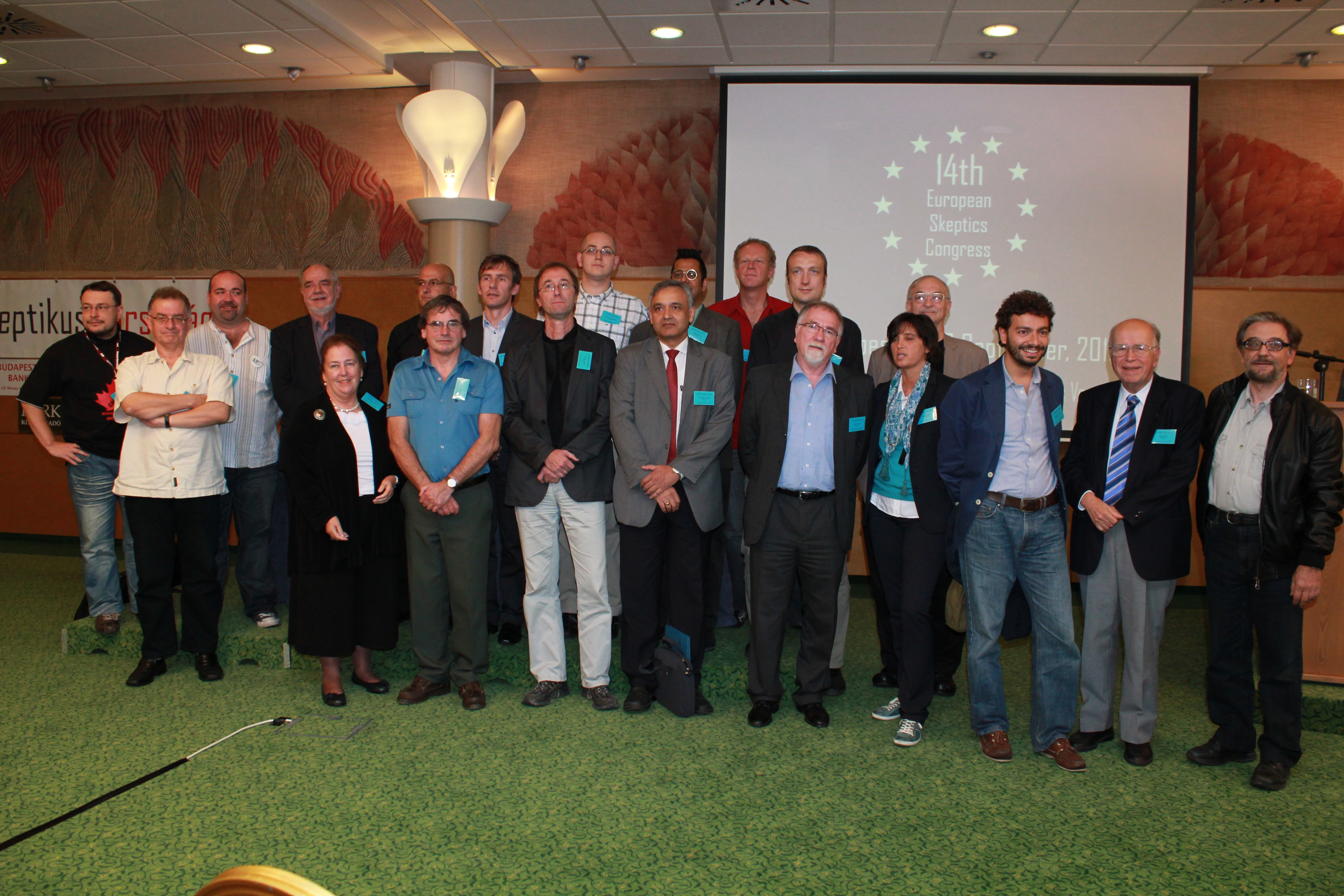
Sprekers van het 14e European Skeptics Congress.

Van 17 tot en met 19 september 2010 was Szkeptikus Társaság organisator en gastheer van het 14e European Skeptics Congress in Boedapest. De driedaagse conferentie werd gehouden in Hotel Flamenco in stadsdeel Boeda. Er traden een groot aantal internationaal gerenommeerde skeptici op, waaronder Belgisch arts Wim Betz van SKEPP, Brits psycholoog Chris French van Goldsmiths College, Michael Heap van ASKE, Amerikaans paranormaal onderzoeker Joe Nickell van CSI, Massimo Polidoro van CICAP uit Italië, Andy Wilson van de Merseyside Skeptics Society en wetenschapsauteur Simon Singh, samen met bekende Hongaarse skeptici zoals Iván Almár, István Vágó, computationeel wetenscahpper George Kampis, fysicus Gábor Szabó en linguïst Klára Sándor).

### 1023-campagne: "Homeopathie – Er zit niks in"
In 2011 sloot het Skeptisch Genootschap zich aan bij de 10:23-campagne, een wereldwijde uitdaging om het publiek bewust te maken van de ineffectiviteit van homeopathische middelen en de implausibiliteit van de mechanismen waarop ze zouden werken. Als onderdeel van de campagne voerden leden en sympathisanten van de vereniging een homeopathische overdosis uit in 3 Hongaarse steden: Boedapest, Székesfehérvár en Szeged. Er werden tevens een website en een Facebookpagina gelanceerd om de activiteiten te documenteren en de informatie bij het publiek bekend te maken.

## Bestuur
- Gábor Hraskó (voorzitter)
- Klára Molnár (directeur)
- András G. Pintér (vice-voorzitter)
- András Szilágyi (vice-voorzitter)